# Gaiserwald
Gaiserwald is een gemeente en plaats in het Zwitserse kanton Sankt Gallen, en maakt deel uit van het district St. Gallen.
Gaiserwald telt 7985 inwoners.